# サントトリニテ教会

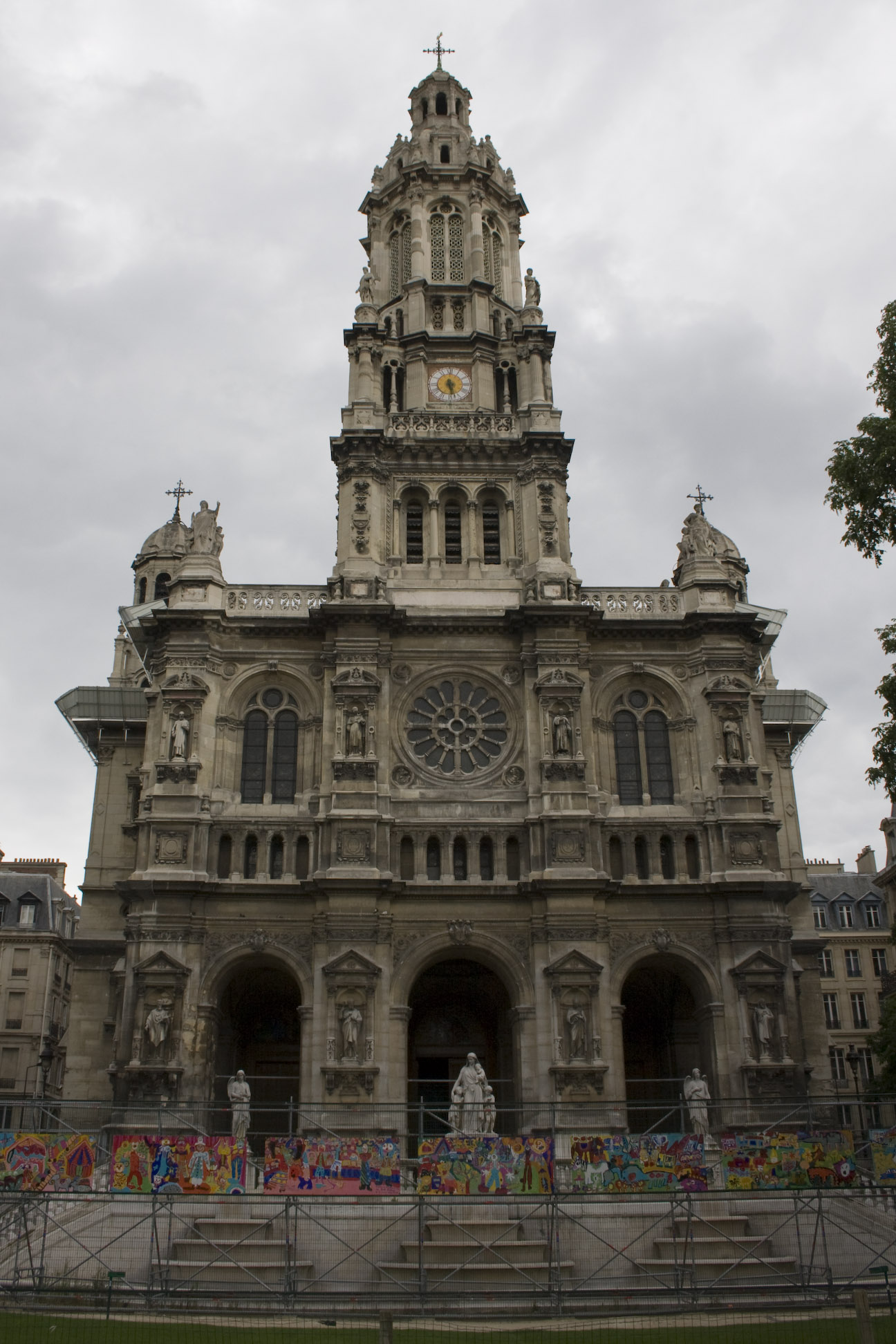
Église de la Sainte-Trinité, 2008

サントトリニテ教会（Église de la Sainte-Trinité de Paris）は、パリ9区にあるキリスト教ローマ・カトリックの教会。エスティエンヌ・ドルヴ広場、ブランシュ通りの始点、サンラザール通りとショセ＝ダンタン通り（オペラ界隈から教会が見渡せる）に面する。
サントトリニテ（Sainte-Trinité）とは聖三位一体を意味する。

## フランス第二帝政期の大建造物
建築家テオドール・バリューの設計。ジョルジュ・オスマン男爵の命により、6年間で、豪華な装飾にもかかわらず当時の貨幣で4百万フラン弱と非常に経済的に建てられたが、建物はその印象を損なっていない。教会が建設される前の土地は豪華レストラン「グランド・パント」(fr)の所有だった。
教会の名はメトロの駅名トリニテTrinitéになっている。

## 教会の装飾に携わった芸術家
- フェリックス＝ジョゼフ・バリアス
- ジャン＝ジュール＝アントワーヌ・ルコント・デュ・ヌイ
- ウジェーヌ＝ルイ・ルケーヌ（Eugène-Louis Lequesne:1815-1887）
- アリスティド・カヴァイエ＝コル
- フランシスク・デュレ
- シャルル＝アルフォンス＝アシル・ギュメリ（Charles-Alphonse-Achille Guméry: 1827–1871)
- デジレ・フランソワ・ロージェ

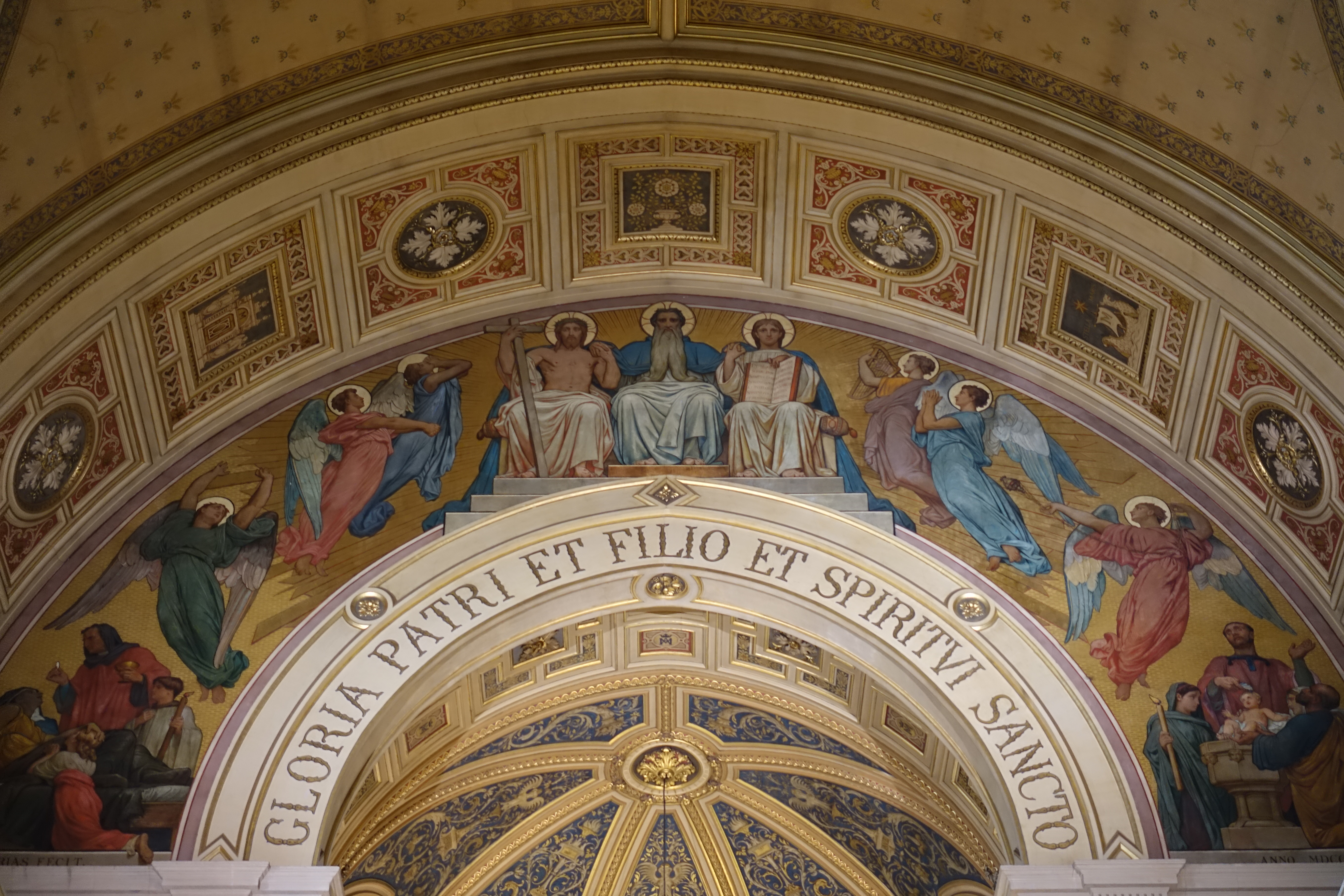
フェリックス＝ジョゼフ・バリアス作の壁画
ジャン＝ジュール＝アントワーヌ・ルコント・デュ・ヌイ作の絵画
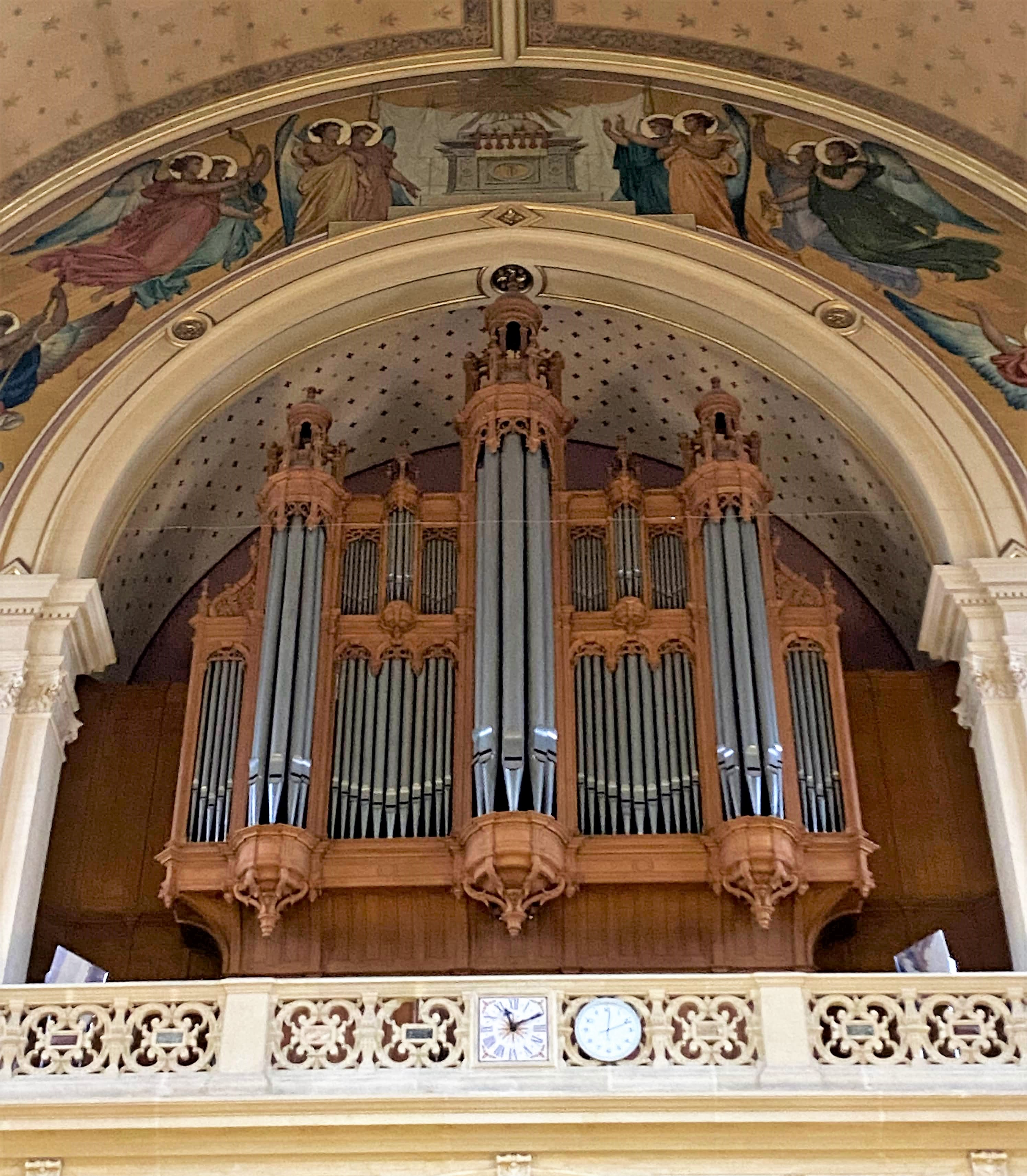
カヴァイエ＝コル作のオルガン
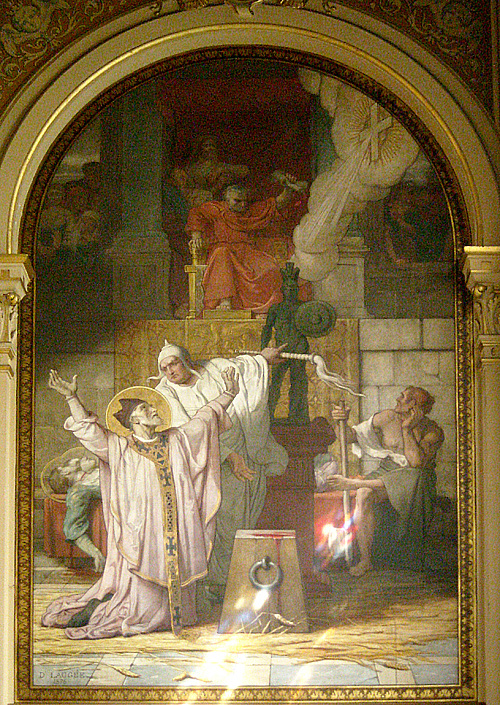
デジレ・フランソワ・ロージェ作の絵画

## 建物の歴史
- 1861年着工
- 1867年竣工、同年教会が祝別される。
- 1869年3月11日、エクトル・ベルリオーズの葬儀が執り行われる
- 1913年に教会が聖別される。
- 1986年、トリニテ教区はリュスティジェ司教によりエマニュエル共同体の執行を嘱託された。

## オルガン
- 3段鍵盤とペダル
- 60音栓
- 機械式コンソール

1869年アリスティド・カヴァイエ＝コルにより作成。ただし根幹部はパリ・コミューンにより非常に被害を受け、後に作り直した。アレクサンドル・ギルマンがオルガニストを担当し、このオルガンを用いて多くの作品を作曲した。
オリヴィエ・メシアンは1933年から彼の死の1992年まで教区のオルガニストを務めた。